# Tencin
Tencin est une commune française située dans le département de l'Isère, en région Auvergne-Rhône-Alpes. La commune fait partie de l'aire urbaine de Grenoble.
Ses habitants sont appelés Tencinois et Tencinoises.

## Géographie

### Situation et description

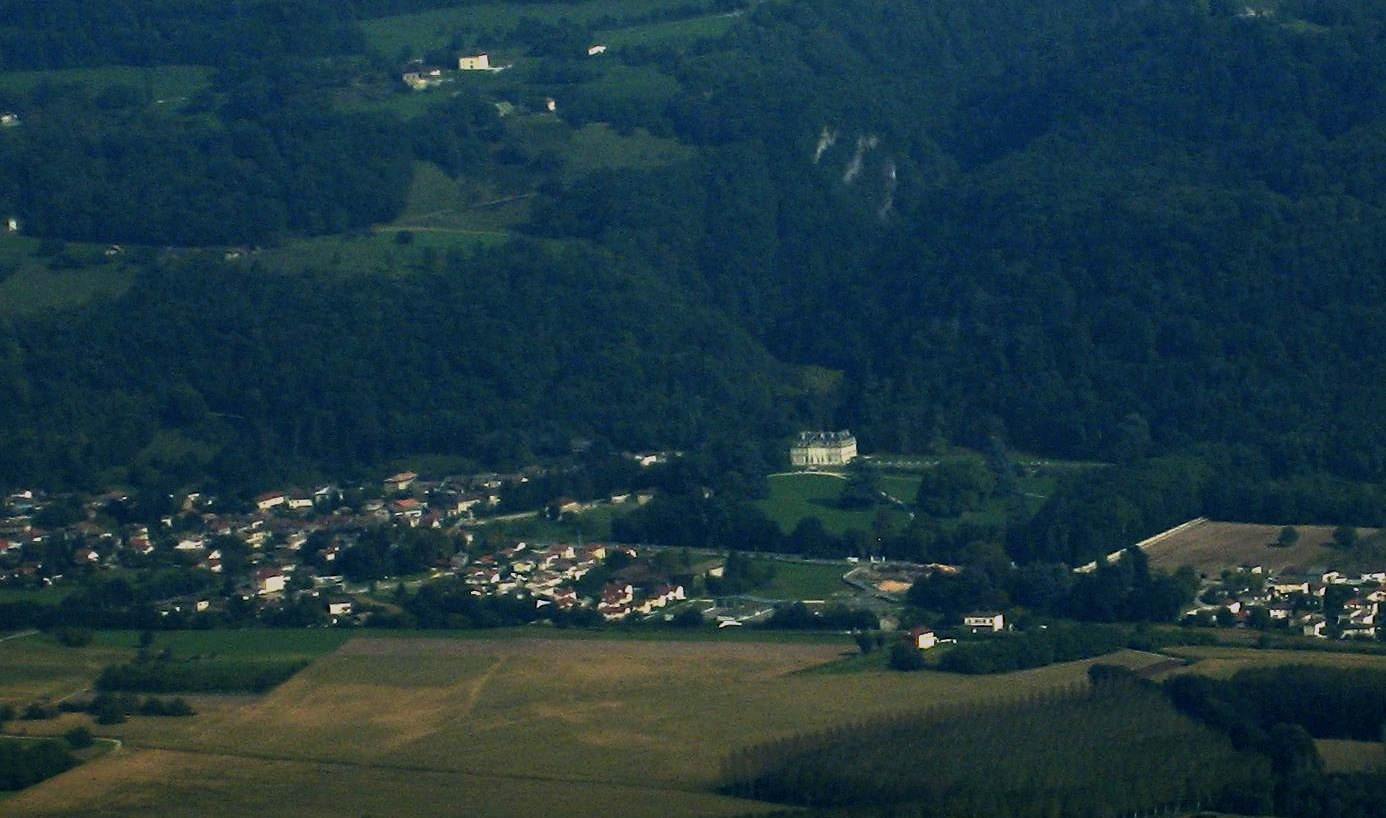
Tencin vue de Saint-Hilaire.

La commune de Tencin, à l'aspect assez nettement rural, est située dans la vallée de l'Isère, en amont de l'agglomération grenobloise, une petite région naturelle connue sous le nom de Grésivaudan. À ce titre, la commune est rattachée à la communauté de communes Le Grésivaudan, dont le siège est fixé à Crolles.

### Climat
Pour des articles plus généraux, voir Climat d'Auvergne-Rhône-Alpes et Climat de l'Isère.
En 2010, le climat de la commune est de type climat des marges montargnardes, selon une étude du Centre national de la recherche scientifique s'appuyant sur une série de données couvrant la période 1971-2000. En 2020, Météo-France publie une typologie des climats de la France métropolitaine dans laquelle la commune est exposée à un climat de montagne ou de marges de montagne et est dans la région climatique  Alpes du nord, caractérisée par une pluviométrie annuelle de 1 200 à 1 500 mm, irrégulièrement répartie en été. 
Pour la période 1971-2000, la température annuelle moyenne est de 11,4 °C, avec une amplitude thermique annuelle de 19,4 °C. Le cumul annuel moyen de précipitations est de 1 378 mm, avec 9,6 jours de précipitations en janvier et 7,6 jours en juillet. Pour la période 1991-2020, la température moyenne annuelle observée sur la station météorologique de Météo-France la plus proche, « Pipay_sapc », sur la commune de Theys à 3 km à vol d'oiseau, est de 6,3 °C et le cumul annuel moyen de précipitations est de 1 545,8 mm,. Pour l'avenir, les paramètres climatiques de la commune estimés pour 2050 selon différents scénarios d'émission de gaz à effet de serre sont consultables sur un site dédié publié par Météo-France en novembre 2022.
| Mois                                  | jan.           | fév.           | mars           | avril          | mai           | juin          | jui.          | août          | sep.          | oct.          | nov.         | déc.           | année      |
| ------------------------------------- | -------------- | -------------- | -------------- | -------------- | ------------- | ------------- | ------------- | ------------- | ------------- | ------------- | ------------ | -------------- | ---------- |
| Température minimale moyenne (°C)     | −4,7           | −5,2           | −2,2           | 1              | 3,5           | 8             | 10            | 10            | 6,7           | 3,5           | −0,2         | −3,2           | 2,3        |
| Température moyenne (°C)              | −1,1           | −1,3           | 1,7            | 5,1            | 7,5           | 12,2          | 14,8          | 14,6          | 10,8          | 7,4           | 3,3          | 0,4            | 6,3        |
| Température maximale moyenne (°C)     | 2,4            | 2,6            | 5,5            | 9,1            | 11,4          | 16,5          | 19,5          | 19,3          | 14,9          | 11,3          | 6,8          | 4              | 10,3       |
| Record de froid (°C) date du record   | −15,4 18.01.13 | −22,5 04.02.12 | −13,9 09.03.10 | −10,1 07.04.21 | −6,1 06.05.19 | −0,7 01.06.11 | 2,7 10.07.14  | 0,5 31.08.12  | −4 27.09.20   | −8,6 29.10.12 | −14 27.11.10 | −17,3 20.12.09 | −22,5 2012 |
| Record de chaleur (°C) date du record | 14,1 25.01.16  | 15,4 29.02.12  | 15,5 30.03.21  | 19,7 28.04.12  | 26,2 22.05.22 | 30,2 27.06.19 | 30,8 07.07.15 | 30,8 23.08.23 | 25,9 04.09.23 | 23,2 08.10.23 | 19 10.11.15  | 15 31.12.21    | 30,8 2023  |
| Précipitations (mm)                   | 113,3          | 97,8           | 112,1          | 110            | 186,3         | 156,4         | 128,8         | 122,7         | 108,4         | 128,5         | 139,2        | 142,3          | 1 545,8    |

### Hydrographie
Le territoire communal est bordé par l'Isère en sa rive gauche.

### Voies de communications
Le territoire communal est traversé par l'ancienne route nationale 523 qui relie Saint-Martin-d'Hères (près de Grenoble) à Montmélian. À la suite de la réforme de 1972, cette voie a été déclassée en RD 523.

## Urbanisme

### Typologie
Au 1er janvier 2024, Tencin est catégorisée bourg rural, selon la nouvelle grille communale de densité à sept niveaux définie par l'Insee en 2022.
Elle appartient à l'unité urbaine de Grenoble, une agglomération intra-départementale regroupant 38  communes, dont elle est une commune de la banlieue,,. Par ailleurs la commune fait partie de l'aire d'attraction de Grenoble, dont elle est une commune de la couronne,. Cette aire, qui regroupe 204 communes, est catégorisée dans les aires de 700 000 habitants ou plus (hors Paris),.

### Occupation des sols
L'occupation des sols de la commune, telle qu'elle ressort de la base de données européenne d’occupation biophysique des sols Corine Land Cover (CLC), est marquée par l'importance des territoires agricoles (42,8 % en 2018), en diminution par rapport à 1990 (47,2 %). La répartition détaillée en 2018 est la suivante : 
forêts (41 %), terres arables (22,2 %), prairies (11,4 %), zones urbanisées (10,1 %), zones agricoles hétérogènes (9,2 %), eaux continentales (6,1 %). L'évolution de l’occupation des sols de la commune et de ses infrastructures peut être observée sur les différentes représentations cartographiques du territoire : la carte de Cassini (XVIIIe siècle), la carte d'état-major (1820-1866) et les cartes ou photos aériennes de l'IGN pour la période actuelle (1950 à aujourd'hui).

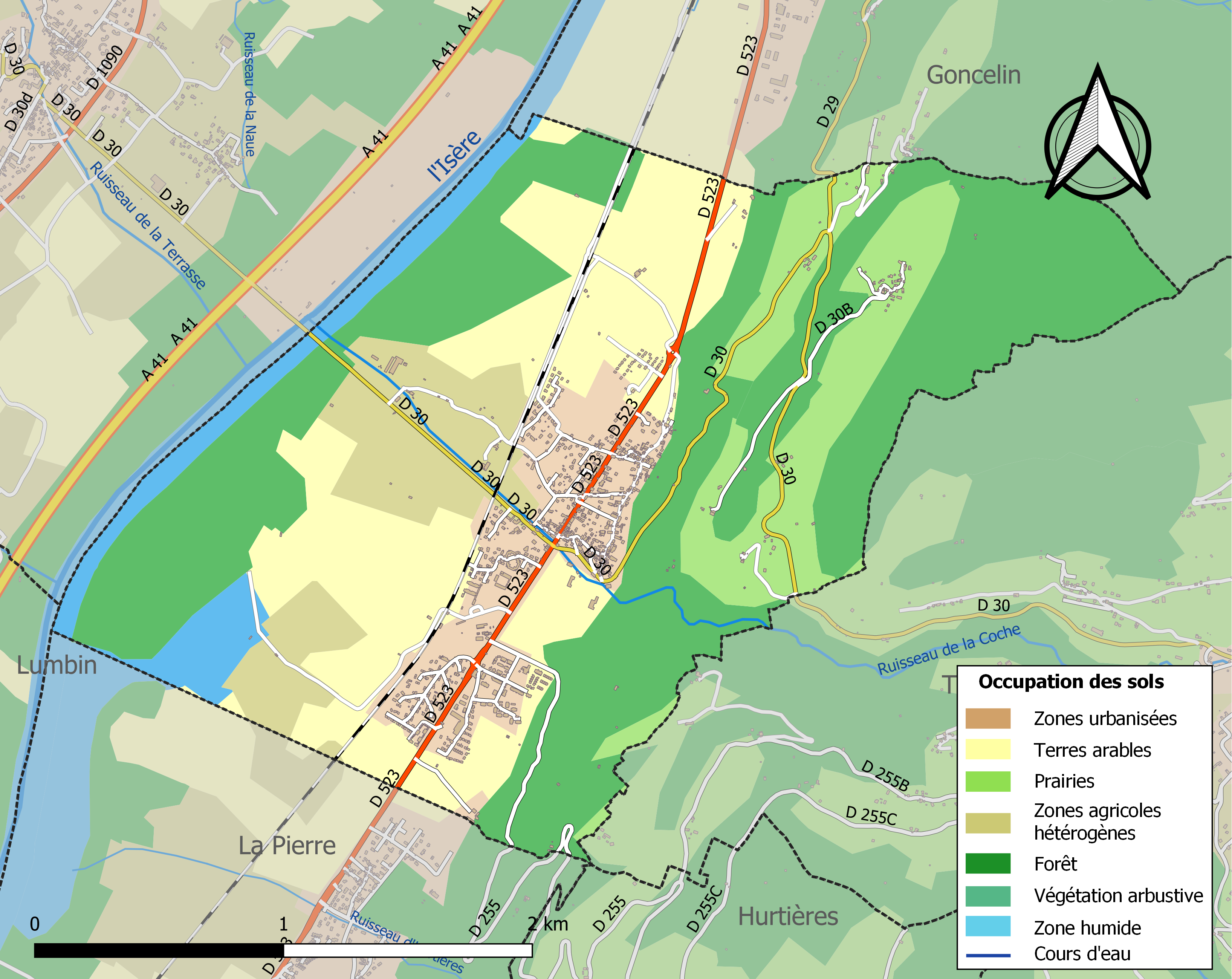
Carte des infrastructures et de l'occupation des sols de la commune en 2018 (CLC).

### Risques naturels et technologiques

#### Risques sismiques
L'ensemble du territoire de la commune de Tencin est situé en zone de sismicité n°4 (sur une échelle de 1 à 5), comme la plupart des communes de son secteur géographique.
| Type de zone | Niveau            | Définitions (bâtiment à risque normal) |
| ------------ | ----------------- | -------------------------------------- |
| Zone 4       | Sismicité moyenne | accélération = 1,6 m/s2                |

## Politique et administration

### Liste des maires
| Période                                  | Période   | Identité                 | Étiquette | Qualité                                        |
| ---------------------------------------- | --------- | ------------------------ | --------- | ---------------------------------------------- |
| 1892                                     | 1904      | Louis Humbert Monteynard |           | Marquis de Tencin                              |
| 1904                                     | 1908      | François Revol-Tissot    |           |                                                |
| 1908                                     | 1912      | Louis Humbert Monteynard |           | Marquis de Tencin                              |
| 1912                                     | 1919      | Joannes Chapuis          |           |                                                |
| 1919                                     | 1924      | Henry Clet               |           |                                                |
| 1924                                     | 1930      | Joseph Monon             |           |                                                |
| 1930                                     | 1944      | François Revol           |           |                                                |
| 1944                                     | 1947      | Henry Lalande            |           |                                                |
| mars 1947                                | mars 1965 | Marcel Peyraud           |           |                                                |
| mars 1965                                | mars 1975 | Gaston Guerre            |           |                                                |
| mars 1975                                | mars 1989 | Maurice Francillard      | DVG       |                                                |
| mars 1989                                | mars 1992 | Jean Sarra-Galet         |           |                                                |
| mars 1992                                | mars 2001 | Eliane Viallet           |           |                                                |
| mars 2001                                | mars 2008 | Maurice Pouchot-Rouge    | DVG       |                                                |
| mars 2008                                | En cours  | François Stefani         | DVG       | Retraité de la fonction publique Réélu en 2020 |
| Les données manquantes sont à compléter. |           |                          |           |                                                |

## Population et société

### Démographie
L'évolution du nombre d'habitants est connue à travers les recensements de la population effectués dans la commune depuis 1793. Pour les communes de moins de 10 000 habitants, une enquête de recensement portant sur toute la population est réalisée tous les cinq ans, les populations de référence des années intermédiaires étant quant à elles estimées par interpolation ou extrapolation. Pour la commune, le premier recensement exhaustif entrant dans le cadre du nouveau dispositif a été réalisé en 2004.

En 2022, la commune comptait 2 132 habitants, en évolution de +2,55 % par rapport à 2016 (Isère : +3,07 %, France hors Mayotte : +2,11 %).
| 1793 | 1800 | 1806 | 1821 | 1831  | 1836  | 1841  | 1846  | 1851  |
| ---- | ---- | ---- | ---- | ----- | ----- | ----- | ----- | ----- |
| 748  | 891  | 896  | 831  | 1 040 | 1 056 | 1 074 | 1 096 | 1 088 |

| 1856  | 1861 | 1866  | 1872 | 1876 | 1881 | 1886 | 1891 | 1896 |
| ----- | ---- | ----- | ---- | ---- | ---- | ---- | ---- | ---- |
| 1 047 | 960  | 1 005 | 934  | 832  | 804  | 745  | 713  | 750  |

| 1901 | 1906 | 1911 | 1921 | 1926 | 1931 | 1936 | 1946 | 1954 |
| ---- | ---- | ---- | ---- | ---- | ---- | ---- | ---- | ---- |
| 703  | 672  | 621  | 579  | 614  | 577  | 514  | 476  | 853  |

| 1962 | 1968 | 1975 | 1982 | 1990 | 1999 | 2004  | 2006  | 2009  |
| ---- | ---- | ---- | ---- | ---- | ---- | ----- | ----- | ----- |
| 824  | 847  | 858  | 855  | 859  | 897  | 1 115 | 1 150 | 1 212 |

| 2014  | 2019  | 2022  | - | - | - | - | - | - |
| ----- | ----- | ----- | - | - | - | - | - | - |
| 1 940 | 2 128 | 2 132 | - | - | - | - | - | - |

### Enseignement
La commune est rattachée à l'académie de Grenoble.

### Médias
Historiquement, le quotidien à grand tirage Le Dauphiné libéré consacre, chaque jour, y compris le dimanche, dans son édition du Grésivaudan, un ou plusieurs articles à l'actualité de la commune ou de la communauté de communes, ainsi que des informations sur les éventuelles manifestations locales, les travaux routiers, et autres événements divers à caractère local.
La commune est située sur l'aire de diffusion de radio Ici Isère, une radio publique qui émet sur tout le territoire du département de l'Isère ainsi que Radio ISA et Radio Couleur Chartreuse.

### Cultes
L'église et la communauté catholique de Tencin (propriété de la commune) sont rattachées à la Paroisse Sainte Thérèse de l'Enfant Jésus, elle-même rattachée au diocèse de Grenoble.

### Sports
L'ASTT 38 (Association Sportive du Touvet-Terrasse 38), club de football fondé en 2007.

## Économie
Le commune fait partiellement partie de l'aire géographique de production et transformation du « Bois de Chartreuse », la première AOC de la filière Bois en France.

## Culture et patrimoine

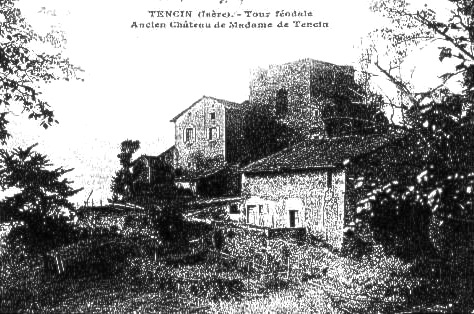
Le château détruit de La Tour, qui appartenait à Mme de Tencin.

### Patrimoine religieux
- L'église Saint-Jean, du XVIIe siècle, qui dépendait du prieuré de Champs[24].

### Patrimoine civil
Château de Tencin
Le nouveau château de Tencin et son jardin font l’objet d’une inscription au titre des monuments historiques depuis le 5 octobre 1946. Le château, du XVIIIe siècle, appartenait à la famille de Monteynard.
La Grande Maison
L'ensemble des bâtisses anciennes qui composent le domaine de « La Grande Maison », avec ses fenêtres à meneaux et croisillons et d'autres éléments en style Renaissance, semble correspondre au manoir de Poulet, présent sur la carte de Cassini du milieu du XVIIe siècle.

### Patrimoine disparu
Maison forte de la Tour
Au lieu-dit la Tour, à l'emplacement d'une exploitation agricole, jusqu'au siècle passé se conservaient les ruines de la maison forte de la Tour, bien visibles sur d'anciennes cartes postales. Cette maison forte fut fondée probablement par la famille des Ainard, seigneurs de Tencin jusqu'en 1246. Par l'architecture et le choix des matériaux, la maison forte de la Tour était comparable à la Tour Pichat de Froges et à la Tour Noire de Goncelin.

## Personnalités liées à la commune
- l'abbé Calès, curé de Tencin, peintre et musicien contemporain[24].
- La famille Guérin de Tencin occupe l'une des premières places parmi les familles du Dauphiné aux XVIe et XVIIe siècles avec :
  - Le président Antoine de Tencin
  - Le cardinal Pierre Guérin de Tencin, archevêque de Lyon et ministre d'État sous Louis XV.
  - Mme de Tencin, femme de lettres, mère de d'Alembert et célèbre pour son salon politique et littéraire.
- Maurice Pariat, homme de lettres et économiste[24]
- Jéremie Izarn, vainqueur de la Saison 8 de Top Chef en 2017. Il possède un restaurant gastronomique ici.
- Melchior Joseph Marmonnier, médecin et précurseur de la transfusion sanguine, inhumé à Tencin

### Héraldique
| Blason de Tencin | Blason  | D'or à un arbre au naturel mouvant de la pointe ; au chef de gueules chargé d'une étoile d'or accostée de deux besants d'argent. |
| Blason de Tencin | Détails | Le statut officiel du blason reste à déterminer.                                                                                 |